# Dr.린타로
《Dr.린타로》(일본어: Dr.倫太郎 ドクターりんたろう[*])는 2015년 4월 15일부터 6월 17일까지 닛폰 TV 계열에서 매주 수요일 22:00 ~ 23:00(〈수요 드라마〉 시간대)에 방송된 텔레비전 드라마이다. 주연은 사카이 마사토.

## 캐스트

### 케이난 대학 병원
히노 린타로 (41) - 사카이 마사토 (중학 시절:타카하시 후토)
정신과의.
미즈시마 유리코 (40) - 키치세 미치코 (중학 시절:시라이시 나오)
외과의로, 린타로의 소꿉친구.
키류 카오루 (39) - 우치다 유키
간호사.
카와카미 요코 (26) - 타카나시 린
연수의.
후쿠하라 다이사쿠 (30) - 타카하시 잇세이
연수의.
미야가와 타카히로 (41) - 나가츠카 케이시
정신과 주임 교수.
하스미 에이스케 (52) - 마츠시게 유타카
부병원장 겸 뇌외과 주임 교수.
야베 마치코 (29) - 마토부 세이
정신과의. 미야가와의 부하.
엔노지 카즈오 (59) - 코히나타 후미요
이사장.

### 신바시 오키야
유메노 (29) - 아오이 유우 (어린 시절:키우치 미유)
게이샤.
코유메 (24) - 나카니시 미호
게이샤.
마스다 이쿠미 (53) - 요 키미코
게이샤.

### 그 외
아라키 시게토 (52) - 엔도 켄이치
린타로의 정신과의 선배로, 개업의.
나카하타 마도카 (35) - 사카이 와카나
린타로의 여동생.
이케 마사유키 (67) - 이시바시 렌지
정치가.
아이자와 루리코 (55) - 타카하타 아츠코
수수께끼의 여자.

## 스태프
- 각본 - 나카조노 미호, 아이우치 미오
- 음악 - 미야케 카즈노리
- 연출 - 미즈타 노부오, 아이자와 준
- 정신과의 협력 - 와다 히데키
- 프로듀서 - 츠기야 히사시
- 제작 협력 - 케이팩토리(주)
- 제작 저작 - 닛폰 TV

## 방송 일자
| 각 화                                                       | 방송일          | 부제                                                           | 각본          | 연출          | 증례                              | 시청률 |
| ----------------------------------------------------------- | --------------- | -------------------------------------------------------------- | ------------- | ------------- | --------------------------------- | ------ |
| 제1화                                                       | 2015년 4월 15일 | 고민하는 어린 양들이여, 자! 당신의 마음을 진찰해볼까요         | 나카조노 미호 | 미즈타 노부오 |                                   | 13.9%  |
| 제2화                                                       | 4월 22일        | 연애는 일과성의 정신 질환 같은 것, 그렇게 나는 생각하고 있었다 | 나카조노 미호 | 미즈타 노부오 | 단기 정신병성 장애                | 13.2%  |
| 제3화                                                       | 4월 29일        | 사랑에 감싸여진 부부에게 일어난 한밤중의 DV 사건!?             | 아이우치 미오 | 아이자와 준   | 렘 수면 행동 장애                 | 13.7%  |
| 제4화                                                       | 5월 6일         | 춤추는 정신과의와 춤추지 않는 발레리나! 성희롱 의혹은 갑자기!  | 나카조노 미호 | 미즈타 노부오 | 해리성 정체 장애 연극성 인격 장애 | 13.9%  |
| 제5화                                                       | 5월 13일        | 이것은 사랑? 정신과의는 갬블 의존 소녀에게 건다!?              | 나카조노 미호 | 미즈타 노부오 | 갬블 의존증                       | 10.8%  |
| 제6화                                                       | 5월 20일        | 사랑과 증오의 경계선이란? 정신과의를 덮치는 스토커 사건!       | 아이우치 미오 | 아이자와 준   | 경계성 인격 장애 허위성 장애      | 12.6%  |
| 제7화                                                       | 5월 27일        | 마음을 닫은 소년에게 일어난 기적!? 내가 엄마를 지킨다!         | 나카조노 미호 | 미즈타 노부오 | 자폐증 스펙트럼                   | 12.3%  |
| 제8화                                                       | 6월 3일         | 하얀 거탑의 음모! 시력을 잃은 뇌외과의의 야망과 결단           | 아이우치 미오 | 아이자와 준   | 심인성 시각 장애                  | 11.0%  |
| 제9화                                                       | 6월 10일        | 절체절명의 스캔들!? 계획된 파멸로의 길!                        | 나카조노 미호 | 미즈타 노부오 | 폭식증                            | 12.7%  |
| 최종화                                                      | 6월 17일        | 가장 소중한 것이란? 인생을 건 최후의 선택                      | 나카조노 미호 | 미즈타 노부오 | 급성 스트레스 장애                | 13.0%  |
| 평균 시청률 12.7% (시청률은 칸토 지구·비디오 리서치사 조사) |                 |                                                                |               |               |                                   |        |